# Бађа Мариновић
Бађа Мариновић (погубљен 5. децембра 1883) био је један од учесника Тимочке буне осуђених на смрт и стрељаних на Краљевици код Зајечара 1883. године. Један од ретких правих криминалаца који је осуђен за учешће у буни.

## Биографија

### Тимочка буна
О Бађином животу пре Тимочке буне мало се зна. Био је родом из Зајечара и по занимању је био кочијаш, иако је код локалних власти био озлоглашен као врло покварен и неваљао човек и хајдучки јатак. Био је један од ретких Зајечараца који се придружио устаницима током битке за Зајечар (27. октобра 1883) и са пораженим устаницима повукао се из града. Учествовао је у бици на Вратарници (31. октобра 1883) и оптужен је да је после битке са још неколико саучесника убио и опљачкао Атанасија Аранђеловића, окружног писара из Књажевца.

### Убиство Тасе Аранђеловића
Верујући да је буна већ угушена, Атанасије је 31. октобра пре подне пошао из Књажевца на коњу, наоружан револвером, у потеру за одбеглим вођама буне Ацом Станојевићем и Михаилом Веселиновићем, надајући се да ће их стићи пре него што пређу бугарску границу. Успут је срео устаничког командира Николу Филиповића Муњу, који је већ био распустио свој батаљон (једну преосталу чету) и помогао му да објави проглас окружног начелника о успостављању мира. Стигавши у село Вратарницу, срео је устанике под оружјем и позвао их на предају, али је нападнут и затворен у крчму, а затим на оближњој ћуприји устрељен из неколико пушака и опљачкан до голе коже. Његово тело, без одеће, нађено је од наступајуће стајаће војске. Ово је био једини случај убиства и пљачке током читаве Тимочке буне.

### Пресуда
Изјава заробљених устаника да је озлоглашени Бађа у то време био на месту убиства узета је као доказ његове кривице. Уз то, оптужби за побуну придодата је и оптужба за дугогодишње јатаковање чувеном хајдуку Стојану Јовићу Стојчи, одбеглом робијашу убијеном на хајдучији.
Осуђен је од Преког суда у Зајечару на смрт 5. децембра 1883. године. За разлику од већине (укупно 94) осуђених на смрт, који су били из редова најугледнијих људи у побуњеним крајевима, Бађа је по свему судећи био обичан криминалац који се прикључио устаницима из користољубља.